# Тун Цзяньмин
Тун Цзяньмин (кит. 童建明, род. июнь 1963, Чуньань, Чжэцзян) — китайский государственный и политический деятель, Первый заместитель генерального прокурора Верховной народной прокуратуры КНР с 20 мая 2020 года.
Член Центрального комитета Компартии Китая 20-го созыва.

## Биография
Родился в июне 1963 года в уезде Чуньань, провинция Чжэцзян.
В 1980 году поступил в Китайский народный университет, который окончил в 1986 году по специальности «юриспруденция». В ноябре 1985 года вступил в Коммунистическую партию Китая.
В 1986 году направлен по распределению в Верховную народную прокуратуру (ВНП), где последовательно занимал должности специалиста, помощника заведующего, замзаведующего и заведующего канцелярией ВНП.
В декабре 2012 года переведён в провинцию Хэбэй, в январе следующего года назначен исполняющим обязанности прокурора Народной прокуратуры провинции. В феврале 2013 года утверждён в должности прокурора.
В июле 2017 года вступил в должность второго по перечислению заместителя секретаря парткома КПК провинции Хэбэй и одновременно вошёл в состав Постоянного комитета парткома КПК.
В июне 2018 года назначен заместителем прокурора ВНП, в мае 2020 года повышен до Первого заместителя генпрокурора Верховной народной прокуратуры КНР.